# JABAベーブルース杯争奪大会
JABAベーブルース杯争奪大会（JABAベーブルースはいそうだつたいかい）は、日本野球連盟の東海地区連盟が主催する社会人野球の大会である。社会人野球日本選手権大会の選考対象大会の1つである。

## 概要
毎年ゴールデンウィークに行われている地区連盟主催大会の1つであり、東海地区を中心とした12チームが優勝を争う。社会人野球では、都市対抗野球大会、JABA東京スポニチ大会、JABA九州大会に次ぐ歴史を持つ大会である。
当初は、全国各地区連盟の持ち回りによる主催で行われていたが、1969年の第23回大会からは東海地区連盟の主催大会となり、熱田球場をメインに原則、愛知県内球場で実施。1991年の第45回大会以降は岐阜県開催となって、岐阜市の長良川球場と大垣市の大垣市北公園野球場で開催されている。
長年トーナメント方式で行われていたが、NPB・中日ドラゴンズのファームチーム（二軍）が参加した2006年の第60回大会からは全12チームを3ブロックに分けた予選リーグを行った上で、各ブロックの1位チーム及び2位となったチームのうち成績上位1チームが決勝トーナメントで優勝を争う形式となった。
2010年から、社会人野球日本選手権大会の選考対象大会に加えられ、本大会の優勝チームは秋に開催される同大会への出場権を得る。なお、プロ野球チームが優勝した場合は、準優勝チームが所属する地区の最終予選通過枠が1つ増える（準優勝チームに本大会出場権は与えられない）。
優勝杯は、1947年に毎日新聞社のニューヨーク特派員が当時入院していたベーブ・ルースから直接サインをもらったものであり、大会名もその杯を争奪するものとされている。

## 歴代優勝チーム
| 年度（回）       | 優勝チーム             | 決勝戦スコア | 準優勝チーム           | 備考                                                                         |
| ---------------- | ---------------------- | ------------ | ---------------------- | ---------------------------------------------------------------------------- |
| 1947年（第1回）  | 八幡製鐵               | 10-0         | 豊岡物産               | 鳴海球場開催                                                                 |
| 1948年（第2回）  | 愛知産業               | 9-1          | 大日本土木             | 大阪開催                                                                     |
| 1949年（第3回）  | 八幡製鐵               | 6-5          | 鐘紡高砂               | 大阪開催                                                                     |
| 1950年（第4回）  | 鐘淵化学               | 7-6          | 愛知産業               | 長野開催                                                                     |
| 1951年（第5回）  | 全藤倉                 | 11-1         | 富士鉄室蘭             | 桐生開催                                                                     |
| 1952年（第6回）  | 八幡製鐵               | 10-4         | 三重交通               | 大須球場開催                                                                 |
| 1953年（第7回）  | 八幡製鐵               | 4-3          | 日本コロムビア         | 川崎球場開催                                                                 |
| 1954年（第8回）  | 大昭和製紙             | 3-0          | 八幡製鉄               | 静岡草薙球場開催                                                             |
| 1955年（第9回）  | 日本石油               | 1-0          | 東洋紡富田             | 川崎球場開催                                                                 |
| 1956年（第10回） | 日本石油               | 3-2          | 熊谷組                 | 川崎球場開催                                                                 |
| 1957年（第11回） | 熊谷組                 | 5-4          | ニッポンビール         | 富山球場開催                                                                 |
| 1958年（第12回） | 八幡製鐵               | 2-0          | 日本生命               | 室蘭富士鉄球場開催                                                           |
| 1959年（第13回） | 日本鋼管               | 10-6         | リッカーミシン         | 富山球場開催                                                                 |
| 1960年（第14回） | トキコ                 | 3-2          | 日本コロムビア         | 日立市会瀬野球場開催                                                         |
| 1961年（第15回） | 三菱日本重工           | 3-2          | 日本鋼管               | 川崎球場開催                                                                 |
| 1962年（第16回） | 全鐘紡                 | 4-0          | 丸善石油               | 静岡草薙球場開催                                                             |
| 1963年（第17回） | 大和証券               | 8-5          | 日立製作所             | 盛岡市営球場開催                                                             |
| 1964年（第18回） | 日本石油               | 13-3         | 日本生命               | 富山球場開催                                                                 |
| 1965年（第19回） | 日本生命               | 4-2          | 日本石油               | 福井市営球場開催                                                             |
| 1966年（第20回） | 日本楽器               | 3-0          | 三菱重工神戸           | 浜松市営球場開催                                                             |
| 1967年（第21回） | 熊谷組                 | 12-3         | オール常磐             | いわき開催                                                                   |
| 1968年（第22回） | 熊谷組                 | 8-0          | 日本鋼管               | 札幌開催                                                                     |
| 1969年（第23回） | 大昭和製紙             | 8-3          | 日本石油               |                                                                              |
| 1970年（第24回） | リッカーミシン         | 2-1          | 三菱重工名古屋         |                                                                              |
| 1971年（第25回） | 日産自動車             | 5-0          | 三菱名古屋             |                                                                              |
| 1972年（第26回） | 日本軽金属             | 8-0          | 新日鉄釜石             |                                                                              |
| 1973年（第27回） | 富士重工業             | 3-2          | 日産自動車             |                                                                              |
| 1974年（第28回） | 富士重工業             | 6-3          | 電電四国               |                                                                              |
| 1975年（第29回） | 西濃運輸               | 3-2          | 日本楽器               |                                                                              |
| 1976年（第30回） | 三菱名古屋             | 2-1          | 日産自動車             |                                                                              |
| 1977年（第31回） | 本田技研鈴鹿           | 2-1          | 電電北海道             |                                                                              |
| 1978年（第32回） | 日本鋼管               | 5-0          | 西濃運輸               |                                                                              |
| 1979年（第33回） | 日産自動車             | 2-1          | 本田技研鈴鹿           |                                                                              |
| 1980年（第34回） | 日本鋼管               | 9-1          | 新日鉄光               |                                                                              |
| 1981年（第35回） | 本田技研鈴鹿           | 5-3          | 日本鋼管               |                                                                              |
| 1982年（第36回） | 東芝                   | 2-0          | 東芝府中               |                                                                              |
| 1983年（第37回） | 河合楽器               | 7-2          | 東芝                   |                                                                              |
| 1984年（第38回） | 日本鋼管               | 11-1         | 電電四国               |                                                                              |
| 1985年（第39回） | 川崎製鉄千葉           | 11-6         | 本田技研熊本           | 伊勢市営球場                                                                 |
| 1986年（第40回） | 三菱名古屋             | 5-4          | NTT東海                |                                                                              |
| 1987年（第41回） | 東京ガス               | 6-4          | 日本通運               |                                                                              |
| 1988年（第42回） | 大昭和製紙             | 5-4          | 河合楽器               | 熱田球場、瑞穂球場                                                           |
| 1989年（第43回） | 西濃運輸               | 8-6          | 本田技研               | 熱田球場、瑞穂球場                                                           |
| 1990年（第44回） | 東京ガス               | 9-3          | 三菱自動車水島         | 愛知・熱田球場、小牧球場で開催                                               |
| 1991年（第45回） | 日産自動車             | 4-2          | 河合楽器               |                                                                              |
| 1992年（第46回） | 西濃運輸               | 2-1          | NTT信越                |                                                                              |
| 1993年（第47回） | 日産自動車             | 5-3          | 中山製鋼               |                                                                              |
| 1994年（第48回） | 日産自動車             | 3-2          | トヨタ自動車           |                                                                              |
| 1995年（第49回） | NTT北陸                | 12-6         | 三菱自動車岡崎         |                                                                              |
| 1996年（第50回） | 中山製鋼               | 6-5          | 松下電器               |                                                                              |
| 1997年（第51回） | 日本通運名古屋         | 7-4          | 松下電器               |                                                                              |
| 1998年（第52回） | 日産自動車             | 12-3         | 西濃運輸               |                                                                              |
| 1999年（第53回） | JR東海                 | 8-5          | 西濃運輸               |                                                                              |
| 2000年（第54回） | 三菱自動車川崎         | -            |                        |                                                                              |
| 2001年（第55回） | 三菱ふそう川崎         | 13-2         | 三菱自動車岡崎         | 決勝戦は7回コールド                                                          |
| 2002年（第56回） | 三菱ふそう川崎         | 4-1          | 西濃運輸               | 決勝は延長14回                                                               |
| 2003年（第57回） | シダックス             | 5-0          | 硬式野球クラブ 東海REX |                                                                              |
| 2004年（第58回） | サンワード貿易         | 4-0          | 東邦ガス               |                                                                              |
| 2005年（第59回） | 西濃運輸               | 10-0         | 東芝                   | 決勝戦は8回コールド                                                          |
| 2006年（第60回） | 西濃運輸               | 1-0          | デュプロ               |                                                                              |
| 2007年（第61回） | かずさマジック         | 6-2          | 新日本石油ENEOS        |                                                                              |
| 2008年（第62回） | 西濃運輸               | 8-1          | JR東海                 |                                                                              |
| 2009年（第63回） | 中日ドラゴンズファーム | 4-1          | JR東海                 |                                                                              |
| 2010年（第64回） | 中日ドラゴンズファーム | 11-2         | 西濃運輸               | 同年から優勝チームに日本選手権への出場権が与えられる。 決勝戦は8回コールド。 |
| 2011年           | 大会中止               | 大会中止     | 大会中止               | 東北地方太平洋沖地震（東日本大震災）の影響のため中止となった。               |
| 2012年（第65回） | 西濃運輸               | 3-1          | 王子製紙               |                                                                              |
| 2013年（第66回） | JR東海                 | 6-0          | NTT東日本              |                                                                              |
| 2014年（第67回） | 東邦ガス               | 8-5          | 中日ドラゴンズファーム |                                                                              |
| 2015年（第68回） | JFE西日本              | 3-0          | 中日ドラゴンズファーム |                                                                              |
| 2016年（第69回） | 中日ドラゴンズファーム | 2-1          | NTT東日本              |                                                                              |
| 2017年（第70回） | 中日ドラゴンズファーム | 4-3          | 東京ガス               | 中日ドラゴンズファームが出場した最後の大会。                                 |
| 2018年（第71回） | 西濃運輸               | 5-4          | 日立製作所             | 長良川球場が改修に伴い使用できず、可児市KYBスタジアムにて代替開催。          |
| 2019年（第72回） | 日本通運               | 13-1         | ヤマハ                 | 決勝戦は7回コールド                                                          |
| 2020年           | 大会中止               | 大会中止     | 大会中止               | 新型コロナウイルスの影響のため中止となった。                                 |
| 2021年（第73回） | トヨタ自動車           | 5-3          | JFE西日本              | 無観客試合                                                                   |
| 2022年（第74回） | 鷺宮製作所             | 7-0          | 日立製作所             | 決勝戦は7回コールド                                                          |
| 2023年（第75回） | 伏木海陸運送           | 5-2          | 三菱自動車岡崎         | 決勝戦は10回タイブレーク                                                     |
| 2024年（第76回） | 日本製鉄東海REX        | 5-1          | 日本製鉄かずさマジック |                                                                              |
| 2025年（第77回） | Honda鈴鹿              | 5-4          | JR東日本               |                                                                              |